# Museu Histórico Municipal de Bauru
O Museu Histórico Municipal de Bauru reúne fotos, jornais, revistas, documentos, textos, peças de mobiliário, objetos, máquinas, ferramentas e equipamentos relacionados à história de Bauru.

## História
O Museu Histórico Municipal de Bauru foi criado pela Lei nº 860, de 18 de novembro de 1960. O museu somente foi inaugurado em 28 de dezembro de 1988 e atualizado pela Lei 4545.  Em 1997, o Museu Histórico Municipal de Bauru incorporou o acervo do Museu Estadual Histórico Pedagógico Morgado de Matheus. 
O acervo advindo do Morgado de Matheus enriqueceu o já existente no Municipal, que com o tempo, foi ampliado por doações de munícipes, entidades públicas e privadas, e associações, sendo caracterizado por sua diversidade.
O Museu Histórico Municipal de Bauru dispõe de Regulamento (Decreto Municipal 8.976/2001) e de Conselho Consultivo (Decreto Municipal 11.526/2011).

## Missão
O Museu Histórico Municipal tem como missão salvaguardar elementos do patrimônio histórico de Bauru, contribuindo para a formação da identidade comunitária e nas reflexões sobre o uso do território e desenvolvimento local.
Objetivos
O museu tem como objetivos:

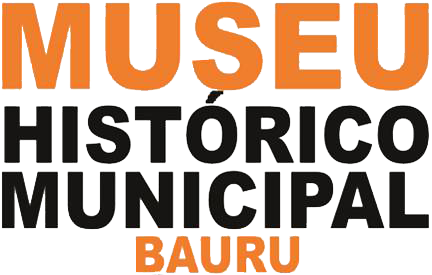

- promover a preservação e o conhecimento do patrimônio material sob sua guarda
- desenvolver exposições e ações educativas autênticas e de interesse para públicos diversos
- oferecer ao público diversas formas de interação com o museu
- inspirar na comunidade a valorização dos vários elementos que formam o patrimônio cultural

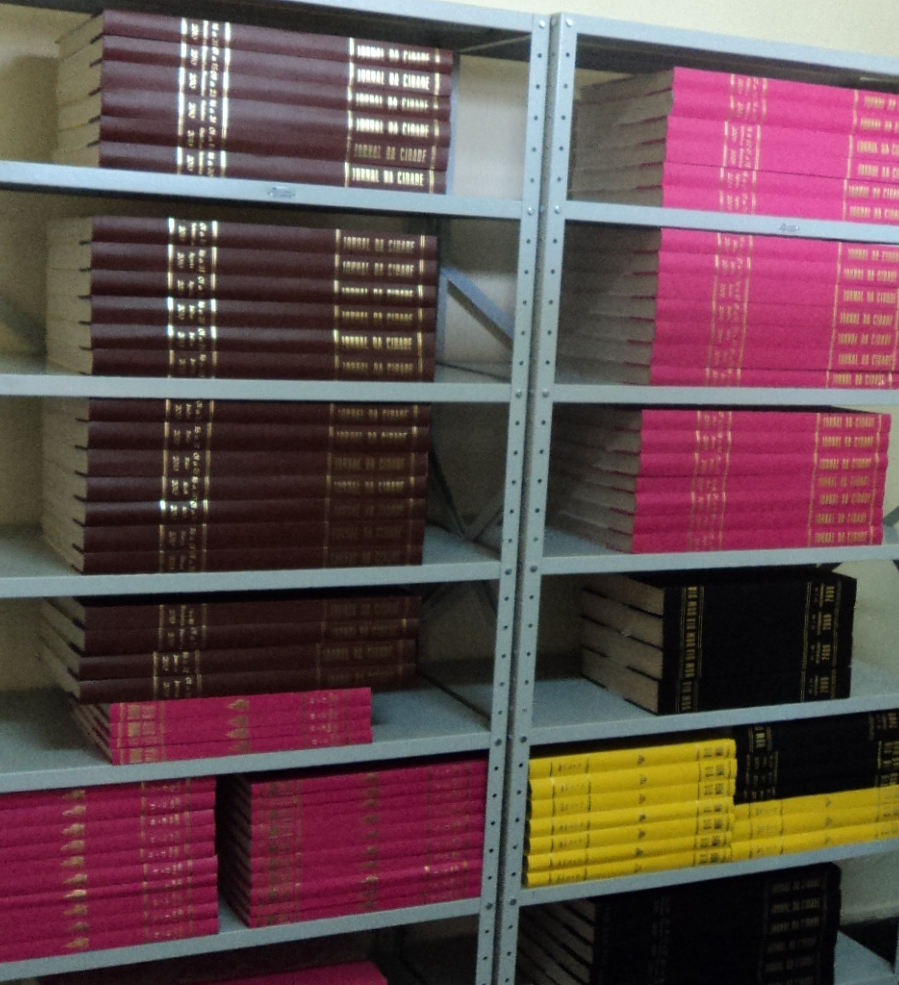
Acervo do MHMB

## Acervo
O Museu Histórico Municipal de Bauru possui um acervo de jornais, com mais de 1000 encadernações, que datam de 1934 até os dias de hoje. Os documentos oficiais referentes à origem do município e sua trajetória político-administrativa somam 4000. 
O acervo tridimensional conta com aproximadamente 5 mil objetos, entre coleções, obras de arte, móveis, adornos, maquetes, arte-sacra, mineralogia e numismática.

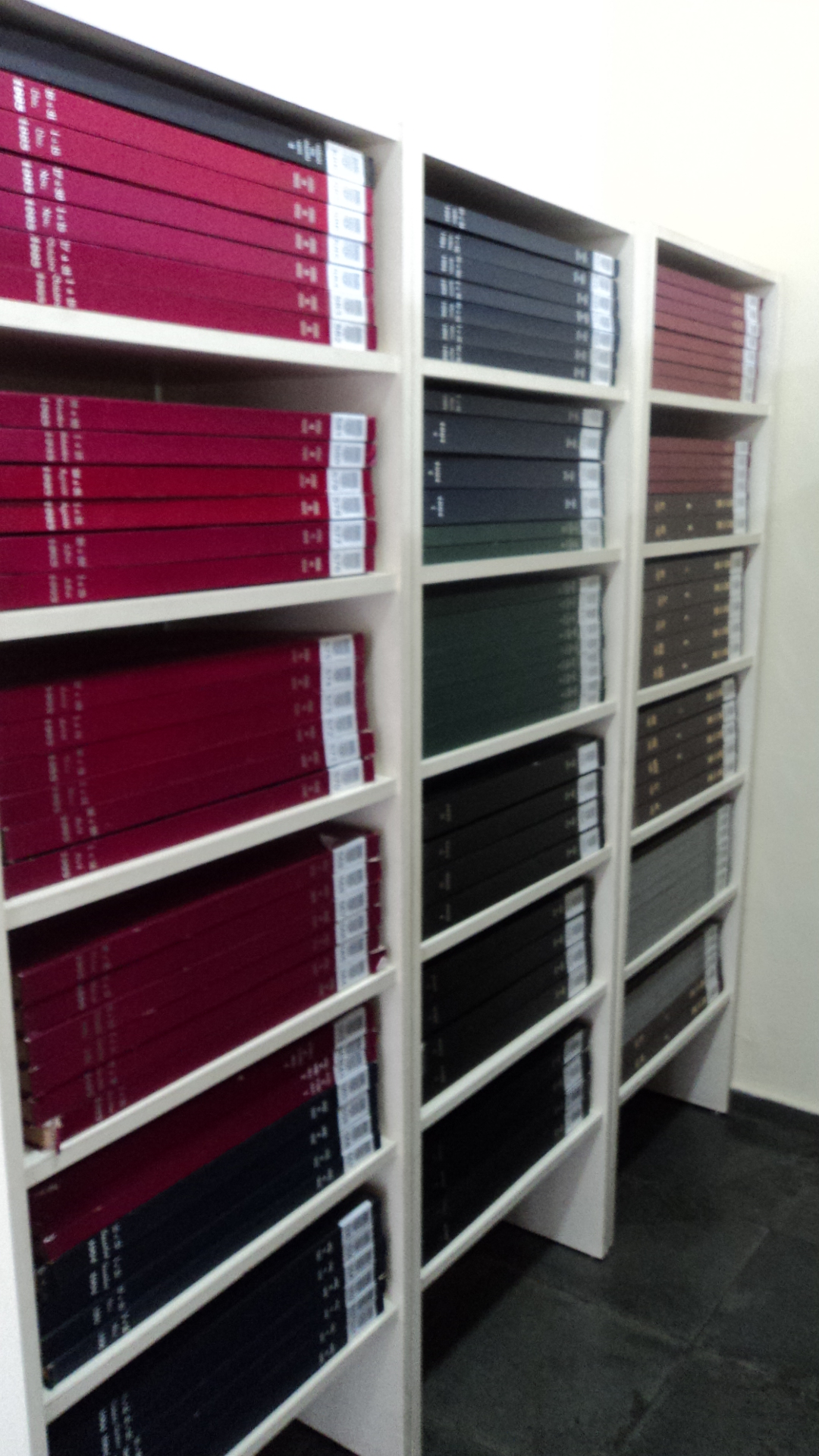
Acervo de Jornais do Museu Histórico

Acervo documental: disponível para visitas de pesquisadores e de pessoas interessadas.
Acervo expositivo: visitas suspensas. O prédio que irá abrigar o acervo está em reforma.